# الدولة العصفورية
الدولة العصفورية (620 – 795 هـ / 1232 – 1392 م) كانت سلالة عربية سيطرت على شرقيِّ شبه الجزيرة العربية، في عام 1232م، بما في ذلك جزر البحرين، وكانوا فرعًا من قبيلة بني عُقيل، من مجموعة بني عامر. ويعود أصل تسمية العصفوريين لمؤسس السلالة عصفور بن راشد؛ كانوا في البداية حلفاء القرامطة، ثم تحالفوا مع خلفائهم العيونيين. وقد جاء استيلاء العصفوريين على شرقيِّ شبه الجزيرة العربية بعد أن ضعفت سلطة العيونيين، إثر غزو السلغريين، (أتابكة الفرس)، عام 1235م.
أنشأ العصفوريون، القوة الإقليمية الرئيسية في ذلك الوقت، علاقات وطيدة وأواصر سياسية مع القوى والدول المحيطة بهم؛ منهم أمراءُ مملكة هرمز الفرس، الذين لم يستطيعوا فرض السيطرة الكاملة على جزر البحرين، رغم سيطرتهم على البحرين والقطيف في عام 1320م. وخلال القرن 14 تنازع على البحرين جيرانُها، بسبب الثروة المتراكمة من مصايد اللؤلؤ. وفي القرن 15 ظهرت الإمارة الجبرية، وهي فرع آخر من بني عامر، وبنت دولة أكثر استقرارا في شرق الجزيرة العربية.

## نسب آل عصفور واستقرارهم بالبحرين
لا يوجد أي اختلاف بين جميع المؤرخين في أن نسب آل عصفور هم من بني عقيل بن كعب بن ربيعة بن عامر بن صعصعة من العدنانيين وأن بطون بني عقيل المشهورة هم بنو عباده وبنو المنتفق وبنو خفاجة وبنو عامر.
نبدأ بأهم النصوص التاريخية التي توضح نسب بني عقيل العامريين فقد نقل ابن خلدون عن أبي سعيد المؤرخ قائلا: "ومن بني عقيل بن كعب خفاجة بن عمرو بن عقيل وانتقلوا إلى العراق فأقاموا بها وملكوا ضواحيه ومن بني عامر بن عقيل بنو عامر بن عوف بن مالك بن عوف وهم إخوة بني المنتفق وهم ساكنون بجهات البصرة وقد ملكوا البحرين بعد بني أبي الحسن ملوكها من ثعلب وقال بن سعيد: "وملكوا أرض اليمامة من بنو كلاب وكان ملكهم لعهد الخمسين والستمائة لعصفور وبنوه"". 
تجدر الإشارة إلى أن عبارة "وملكوا أرض اليمامة من بني كلاب" فهذا يؤكد أن أسرة آل عصفور كانت تسيطر على اليمامة.
أما الديار التي ورثها بنو عامر عن عبد القيس والأزد وتميم فهي بلا شك مواطن البادية وموارد مياهها وليس المدن والقرى الحضارية لأن أغلب سكان المنطقة الأصليين ينحدرون في هذه القبائل الثلاث بالإضافة إلى بني وائل أما البوادي بشكل عام وخاصة بادية البحرين فهذا حالها يتحضر أهلها في المدن أو يهاجرون بشكل عام فتأتي قبائل أخرى لترث مواطنهم وموارد مياههم فعلى سبيل المثال كانت جودة ومثالع من منازل بني تميم ثم أصبحت لبني عقيل العامرية وهكذا إلى أن أصبحت مؤخرا من أهم منازل قبيلة العجمان.

## علاقة بني عامر بقرامطة البحرين
الظاهر أن خروج بنو عامر من نجد كان مع ظهور حركة القرامطة إذ يذكر إبن الأثير  في حوادث سنة 286 هجرية 899 ميلادية أن أبا سعيد الجنابي مؤسس دولة قرامطة البحرين قد لقي مؤازرة وتأييد بعض القبائل ومنها عقيل عامر وإلى هذه المؤازرة يعود نجاحه أما ابن خلدون فيروي أنه عندما قامت فتنة القرامطة بالبحرين صار كل من بني سليم والعديد من بني عقيل حلفاء وجنود لأبي طاهر سليمان بني أبي سعيد الجنابي الذي خلف أباه في حكم قرامطة البحرين في حدود عام 303 هجرية 915 ميلادية كما أنه قال في موضع آخر بأن القرامطة كانوا يستنجدون بعرب البحرين على أعدائهم ويستعينون بهم في حروبهم.
والراجح أن الظروف القاسية في إقليم البحرين وشرق شبه الجزيرة العربية دفعت بني عامر وغيرهم من القبائل العربية إلى التحالف مع القرامطة ضد السلطة المركزية في بغداد للحصول على المكاسب المالية لمعيشتهم فضلا عن عزوف حياة البداوة والقبلية عن الخضوع للسلطة المركزية وبذلك صارت هذه القبائل هي القوة العسكرية التي حقق القرامطة أهدافهم بها من دون يكلفهم ذلك نفقات باهظة وبهذه القوة هاجم القرامطة العراق وبلاد الشام ومصر على أن تحالف هذه القبائل لا يعني اتفاقهم في الأهداف أو العقائد سرعان ما تنشب الخلافات بينهم على وفق مصالح كل منهم ومثال ذلك ما قام به زعيم المنتفق سنة 378 هجرية 988 ميلادية بحشد الجيوش وغزو القرامطة الإحساء والقطيف والاستيلاء على أموالهم وعبيدهم والعودة إلى البصرة.
لم يعطي ابن الأثير أية تفاصيل عن الموضوع الذي تحرك منه زعيم المنتفق فلا نعلم أكانت البصرة هي المكان الذي تحرك منها وإليها عاد أم أن ذهابه إلى حدود البصرة كان خشية أن ينتقم منه.
هذا ويذكر الرحالة ناصر خسرو أنه خلال وجوده في الإحساء سنة 443 هجرية 1051 ميلادية شاهد أميرا عربيا يحاصرها وأنه قد مضى على حصاره لها سنة كاملة وقد قال له الأمير العربي أنه يعتزم الاستيلاء على الإحساء لأن أهلها لا دين لهم. ولم يذكر لنا الرحالة ناصر خسرو اسم القبيلة المتمردة أو زعيم هذه القبيلة إلا أنها إشارة مهمة إلى تداعي سلطة القرامطة وخروج بعض القبائل عليهم.
أعقب هذه الأحداث بقليل قيام أحد الأثرياء العرب المدعو أبو البهلول العوام بن محمد بن يوسف الزجاج بالاستياء على جزيرة أوال (البحرين) من القرامطة سنة 450 هجرية 1058 ميلادية فاستنجد القرامطة ببني عامر وبني عبد القيس لمواجهته لكن أبا البهلول انتصر عليهم في معركة بحرية وأعلن استقلاله في جزيرة أوال وأعلن الولاء والخطبة للخليفة العباسي في بغداد كما ثار على القرامطة بنو محارب أحد بطون عبد القيس بزعامة ابن العياش وانتزع القطيف منهم كما انتزع جزيرة أوال بعد ذلك من ابن البهلول وفي هذا يقول ابن المقرب العيوني

فأجلوا فما أنتم بأول من جلا

واختار أوطانا على أوطان 
في حين بقي بن عامر على تحالفهم مع القرامطة حتى زوال دولتهم ولكن بني عامر كانوا قد فرضوا على القرامطة أن يدفعوا لهم جزءا من حاصل إقليم البحرين سنويا مقابل هذا التحالف.
إن خضوع القرامطة لبني عامر يعكس مدى ضعف القرامطة وعجزهم أمام قوة بني عامر المتزايدة.

## علاقة بني عامر بالعيونيين
لما تداعت قوة القرامطة وضعفت قام عبد الله بن علي آل إبراهيم العيوني الذي ينتمي إلى قبيلة عبد القيس وهم عرب من قبائل الإحساء بإنهاء حكم القرامطة في بلاد البحرين مستعينا لمساعدة السلطان السلجوقي ملك شاه سنة 468 هجرية 1075 ميلادية فانتزع القطيف ثم الإحساء منهم وأقام دولة العيونيين في البحرين وأعلن التبعية والخطبة للخلافة العباسية في بغداد وقطع ما كان يدفعه القرامطة من الجرايات والأموال السنوية لبني عامر الذين كانوا متحالفين مع القرامطة في هذه الحرب.
والظاهر أن لما قطع عبد الله العيوني الجرايات على بني عامر اجتمعوا مع القبائل العربية الموالية لهم هناك لحرب العيونيين لكن عبد الله العيوني أوقع بهم وأجلاهم عن مواقعهم فانهزموا مذعورين بعد أن قتل منهم الكثير وفر الباقين مع بعض زعمائهم إلى العراق أما نساءهم وأطفالهم فقد نفاهم عبد الله العيوني إلى عمان غير أن بني عامر ظلوا يشكلون قوة مؤثرة في إقليم البحرين لاسيما حين ضعفت دولة العيونيين فقام زعيم بني عامر سنة 484 هجرية 1091 ميلادية على رأس 10,000 رجل وزحف من الإحساء إلى البصرة ونهبها وأحرق بعض مواقعها الأمر الذي دفع الخلافة العباسية في بغداد إلى صدهم وأرسلت لهم النجدة للدفاع عن البصرة وهذا يعني أن بني عامر أصبحوا القوة الأكبر ما بين البصرة وبلاد البحرين.
وهذا ما يؤيده وصف الشريف الإدريسي لبادية البحرين حيث قال: "ويتصل بالقطيف لناحية البصرة بر متصل لا عمارة فيه أي ليس به حصن ولا مدينة وإنما به أخصاص لقوم من العرب يسمون عامر وربيعة".
وفي أشعار ابن المقرب العيوني إشارة إلى نشاط قوة بني عامر في المنطقة فيقول:
أحلهما بالسيف في أرض عامر

ولولا سطام السيف ما اعتراها
وبسبب قوة بني عامر وثقلهم بالمنطقة واصل بنو عامر مطالبتهم للعيونيين لدفع الأموال التي كان القرامطة يدفعونها لهم مقابل المهادنة وحماية الحدود وطرق التجارة وقوافل الحجاج في حين واصل العيونيين رفضهم لهذه المطالب الأمر الذي أدى إلى حدوث منازعات ومصادمات مستمرة بين الجانبين واضطر العيونيين أخيرا إلى الرضوخ لمطالب بني عامر الذين ازدادت قوتهم وتحكمهم بأمور المنطقة وصارت الأرض في قبضتهم نتيجة السيطرة على طرق التجارة والحج الأمر هيأ الظروف لقرب زوال دولة العيونيين وقيام إمارة بني عصفور العامرية في هذا الإقليم وكان بنو عامر قد نجحوا في كسب ود القبائل العربية الأخرى في المنطقة إلى جانبهم وذلك عن طريق العطايا والهبات مما أدى إلى تعاظم نفوذهم في هذه الديار.
ولعل ما رواه ابن الأثير يعكس مدى تزايد قوة بني عامر في نهاية القرن السادس الهجري الثاني عشر الميلادي فقد ذكر أنه في سنة 588 هجرية 1192 ميلادية قام بنو عامر بقيادة زعيمهم عميرة بن سنان بن غفلية بن شبانة بمهاجمة البصرة ونهبها وعندما تقدمت قبيلتا خفاجة و المنتفق لصدهم تمكنت عامر من هزيمتهم وقد تكرر هذا الهجوم في عام 593 هجرية 1196 ميلادية. إن هذه الهجمات إنما تدل على ضعف العيونيين الذين كان قد أوكل إليهم الخليفة أحمد الناصر لدين الله العباسي حماية أرياف البصرة وطرق الحجيج.
والراجح أن ارتباط بني عامر بالأسرة العيونية الحاكمة بالبحرين قد ازداد وذلك عن طريق المصاهرة التي من الواضح أن دوافعها كانت سياسية الأمر الذي أتاح لهم فرصة إضافية للتدخل في شؤون العيونيين فتمكن زعيم بني عامر الشيخ راشد بن عميرة بن سنان بن غفيلة أن يؤدي دورا هاما في الوضع السياسي الداخلي للأسرة العيونية الحاكمة إذ اشترك مع أحد أفراد هذه الأسرة الطامع في السلطة المدعو غرير بن الحسن في مؤامرة لاغتيال الأمير الحاكم الموجود في القطيف وأوال فضلا عن حصوله على عدد من السفن والمبالغ الكبيرة التي ستدفع له من العيونيين سنويا بعد نجاح هذه المؤامرة.
وبعد نجاح هذه المؤامرة تولى غرير بن الحسن السلطة إلا أن الفضل بن القتيل سارع إلى الاستعانة بخاله الحسين بن المقداد بن سنان زعيم أحد أفراد بني عامر كما طلب الفضل المساعدة من الخليفة العباسي الناصر لدين الله فأنجده بها ونجح باستعادة السلطة وقرب أنصاره من بني عامر ومنحهم الكثير من الامتيازات فقطعهم البساتين في جزيرة أوال والعيون الجارية بما تسقيه من الأراضي والنخيل كما أعطاهم الكثير من مناطق صيد الأسماك وملكهم السفن التجارية وسفن الغوص الأمر الذي أتاح لبني عامر أن يسيطر على الحياة الاقتصادية والسياسية في إقليم البحرين ثم مكنه من تولي السلطة في هذه البلاد.
وقد وضح الشاعر ابن المقرب العيوني مدى سيطرة بني عامر على الحياة الاقتصادية والسياسية في بلاد البحرين فقال:
والبحر فاستولوا على ما فيه من

صيد إلى در إلى مرجان

ومنزل العظماء منكم أصبحت

دورا لهم تكرى بلا أثمان
والراجح أن الخلاف بين بني عامر والعيونيين قد اشتد سنة 602 هجرية 1205 ميلادية إذ اتفق راشد بن عميرة بن غفيلة رئيس بني عامر مع أحد العيونيين على اغتيال الأمير العيوني محمد بن مسعود وتم لهم الأمر سنة 603 هجرية 1206 ميلادية فكانت هذه الحادثة بداية النهاية لدولة العيونيين في إقليم البحرين ثم تداخلت قوى خارجية كأمراء هرمز وشيراز وحاكم جزيرة قيس وغيرهم ضد العيونيين وما زال الأمر على ذلك حتى قام تبني عصفور العامرية مكانه في إقليم البحرين.

## قيام إمارة بني عصفور العامرية
أدت حالة التمزق والتداعي في الإمارة العيونية إلى سقوطها في مطلع القرن السابع الهجري الثالث عشر الميلادي لكنها أثارت في الوقت نفسه قلقا واسعا بين أعيان البحرين على مصالحهم التجارية وأموالهم وبساتينهم فسارعوا إلى كسب رضا مشايخ بني عامر المسؤولين عن الحماية وأهل القوة بل أكثر من ذلك بدأوا يتواطؤون معهم ضد العيونيين وقد أثمر هذا التآمر حين استولى زعيم بني عامر الشيخ عصفور بن راشد على الإحساء في حدود سنة 620 هجرية 1223 ميلادية.
والظاهر أن نفوذ العيونيين لم ينته في إقليم البحرين حيث ظلت القطيف وجزيرة أوال في أيديهم وبذلك ما زالوا يشكلون خطرا على إمارة بني عصفور الفتية فضلا عن وجود أخطار أخرى في المنطقة تهدد هذا الكيان الجديد ولا سيما حاكم جزيرة قيس الذي كان يملك أسطولا بحريا قويا يتحكم بمياه الخليج العربي وطرق تجارته ولكن الشيخ عصفور تمكن من استرضاء حاكم هذه الجزيرة وذلك باعترافه له بالحقوق المالية التي كان يؤديها له أمير العيونيين الفضل عن الإحساء.
والظاهر أن الشيخ عصفور تمكن من ضم القطيف إلى الأحساء سنة 630 هجرية 1232 ميلادية وغادرها أميرها العيوني محمد بن محمد بن أبي ماجد إلى جزيرة أوال ثم قتل على يد الأتابك أبو بكر سعيد السلغري سنة 636 هجرية 1238 ميلادية وبذلك انتهى نفوذ العيونيين نهائيا من إقليم البحرين وتولى إمارة القطيف نيابة عن الشيخ عصفور أحد أقاربه المدعو عاصم بن سرحان بن محمد بن عمرو (عميرة) بن سنان.
لكننا لم نحدد إلى مصير عاصم لأن الشيخ عصفور أخذ يحكم القطيف مثلها مثل باقي بلاد البحرين في حدود نهاية العقد الثالث من القرن السامع الهجري الثالث عشر الميلادي.
ولكن القلقشندي في رواية له يوضح نفوذ بني عامر في اليمامة فيقول: "سألت عرب البحرين عن اليمامة اليوم؟ فقالوا العرب من قيس عيلان وليس لبني حنيفة بها ذكر" بمعنى أن سلطة إمارة عصفور العامرية قد أخذت تشمل على كافة بلاد البحرين بما فيها أوان إضافة إلى أجزاء من نجد (اليمامة) ومن عمان (صحار).
إن الأمر المميز في قيام الإمارة العصفورية أن الأمر تم دون إراقة الدماء وهتك حرمات وهذا الشيء نادر بالنسبة لقيام الإمارات.

## علاقة آل عصفور بالسلغريين (أتابكة فارس)
لقد أنشأ العصفورين علاقات وطيدة وأواصر سياسية قوية مع القوى والدول المحيطة بهم وتمكنوا من عقد روابط سياسية متينة ووشائج من الاحترام المتبادل على امتداد تاريخ دولتهم وعلى رأس أولئك السلغريون (أتابكة فارس).
إذ أنه بعد وفاة أتابك فارس الأمير سعد بن زنكي ابن سنقر بن مودود السلغري عام 628 هجرية 1230 ميلادية خلفه في الحكم ابنه أبو بكر السلغري فثار بينه وبين أمير هرمز سيف الدين أبو النظر وذلك لأنهم سكان جزيرة قيس وبسبب ظلم أمير هرمز لهم استغاثوا بأبي بكر السلغري أو بسبب خروج أمير هرمز عن فروض الطاعة والخضوع التي كان يؤديها سابقا للسلغريين وذلك بعد وفاة أتابك سعد مما حمل الأتابك على أن يحشد ضده جيشا كبيرا مستعينا بأصحاب السفن والذين لا بد أن يكون القسم الأكبر منهم من العرب وقد استطاع أبو بكر في سنة 628 هجرية 1230 ميلادية انتزاع جزيرة قيس من أمير هرمز.
وفي الواقع أن هناك خطر جديد أخذ يهدد البلاد الإسلامية ألا وهو ظهور المغول إذ حاول الأتابك استرضاء المغول لتحاشي خطرهم عن بلاده.
والظاهر أن وجود قوات أجنبية متمثلة بالأتابك في البحرين سبب غضب واستياء بني عصفور فأخذوا يشنون الهجمات ويضايقونها الأمر الذي أجبر الأتابك أبو بكر على أن يقوم باستبدال الحاميات كل سنة بغيرها لكن كل هذا لم يخفف الضغط فلجأ إلى استرضاء العصفورين بدفع أتاوة سنوية لشيوخ بني عصفور وقدرها 12,000 دينار إذ كان العصفورين ينظرون إلى هذه الأتاوة كحق من حقوقهم الثابتة وكذلك أنها بمثابة الفدية لقاء قبولهم ببقاء الأتابكة في بلادهم.
أما عن استقرائنا للأحداث عن سبب تسليم أتابكة فارس السلغريين للسلطة في البحرين للعصفوريين فتعود إلى الأخطار الخارجية (المغول) التي أخذت تهدد دولتهم وبغية التخلص من بعض هذه الأعباء والاستعداد لمواجهة أخطار محتملة تكون أشد من سابقتها وهو ظهور محمود بن أحمد الكوسي أو الكوشي القلهاني الذي استولى على السلطة في مملكة هرمز الذي كانت تمثل جزء من الساحل الفارسي والعماني وأخذ يتطلع لتوسيع دائرة نفوذه وأخذ يتحكم بمدخل الخليج العربي وقد تكون أثارت هذه الشخصية مخاوف الأتابك من احتمال قيام تعاون بينه وبين العصفوريين ومن ثم مواجهة خصمهم المشترك أبي بكر السلغري لذا وخوفا من قيام جبهة مشتركة ضده سلم السلطة في البحرين بما فيها أوال إلى العصفورين أي أن البحرين استقلت وخرجت من دائرة النفوذ السلغري في عهد أبي بكر السلغري.
ويشير الدكتور الحميدان إلى وجود نقود سلغرية مصنوعة من الرصاص تم العثور عليها من قبل بعثة دنماركية في جزيرة البحرين تعود لتلك الفترة مما يدل على وجود صلات كثيرة وربما سياسية أيضا ما بين إمارة العصفورين وبلاد فارس.

## علاقة العصفوريين بمملكة هرمز وجزيرة قيس
ظهرت في بلاد فارس قوة جديدة تمثلت باستيلاء الأمير العربي محمود بن أحمد القلهاني على هرمز وتطلع لبسط سيطرته على سواحل الخليج العربي وجهز حملة بحرية وأخرى برية لإخضاع عمان الداخلية التي كانت تخضع لحكم بني نبهان ولكن هذه الحملة صدت على أعقابها في البحر واتجهت إلى ظفار لكن هذه القوات الغازية ظلت طريقها في الصحراء ومات أكثر أفرادها جوعا وعطشا كما أوقع سكان المنطقة بمن بقي منهم أبادوهم عن آخرهم وأحرقوا ما كان لديهم من سفر راسية في ميناء عمان.
لم تؤد هذه الهزيمة المنكرة إلى إنهاء أطماع الأمير القلهاني في منطقة الخليج العربي فقد جهز حملة بحرية جديدة سنة 675 هجرية 1276 ميلادية لغزو جزيرة قيس وتمكن من الاستيلاء عليها وهي واحدة من أهم المراكز التجارية في الخليج العربي كما نجح بعد ذلك في إخضاع جزيرة البحرين والقطيف لنفوذه كما امتد نفوذه على ظفار وقلهات حتى أطراف البصرة في العراق.
والظاهر أن بني عصفور قد تعاونوا مع الطيبيين في بعض الأحيان للوقوف بوجه حكام هرمز ولكن ضعف أمير الطيبيين وانقسامهم على أنفسهم أدى إلى زوال حكمهم في بلاد فارس وجزيرة قيس إذ تمكن محمود شاه من تأسيس أسرة حاكمة في هذا الإقليم كما استولى أمير هرمز قطب الدين الثاني على جزيرة قيس منه وذلك سنة 731 هجرية 1330 ميلادية وقد احتلت مملكة هرمز مكانة سياسية واقتصادية بارزة في عهد تهتمن ولا سيما بعد زوال حكم الطيبين من جزيرة هرمز ثم أن كيقباذ أخا تهتمن الثاني استولى على هرمز من أخيه سنة 745 هجرية 1344 ميلادية غير أن تهمتن الثاني استعاد نفوذه على هذه الجزيرة بعد موت أخيه كيقباذ واضطر ولداه شادي وشنبه أن يهربا من جزيرة هرمز إلى جزيرة البحرين وسيطروا عليها كما سيطروا على جزيرة قيس واتخذها شادي بن كيقباذ مركزا له وبذلك تجددت المنافسة بين الأخوين مما أدى إلى هروب شنبه من البحرين إلى شيراز.
لقد مثلت أطماع الأخوين شادي وشنبه بسواحل إقليم البحرين واستمرار المنازعات بينهم وبين عمهم تهمتن الثاني في ملك هرمز إلى حدوث أضرار سياسية وأمنية واقتصادية في نفوذ إمارة بني عصفور ومصالحهم في إقليم البحرين الساحلية واستيلائهم على جزيرة أوال (البحرين).
والظاهر أن المنازعات قد استمرت بين شادي وبين عمه الذي توفي سنة 748 هجرية 1347 ميلادية حول الجزيرة قيس والنزاعات المستمرة بين خلفاء ملك هرمز قد أدت إلى اضطراب أحوال إقليم البحرين عامة جزيرة أوال خاصة مما دفع زعماء أوال إلى السعي لطرد النفوذ الأجنبي منها ومن بين هؤلاء الزعماء الشيخ أحمد بن راشد بن مانع بن عصفور وعلي بن أحمد البهلواني وآخرون تمكنوا من تحقيق هدفهم وقتلوا ابن شنبه الذي صار له الحكم على الجزيرة أوال هذه غير أن نجاح هؤلاء الزعماء في القضاء على أبناء ملوك هرمز أدى إلى اختلافهم حول مصير هذه الجزيرة فقد أراد بعضهم الاستقلال على حين أراد آخرون ضمها إلى إمارة بني عصفور في إقليم البحرين والإحساء والقطيف كما كان عليه الحال في السابق وعرضوا الأمر على أميرهم الشيخ ماجد العصفوري ولكن الشيخ ماجد لم يطمئن إليهم واعتقلهم وأرسلهم إلى توران شاه ملك هرمز وفضل أن تعود جزيرة أوال إلى ملك هرمز وذلك رغبة منه في الحفاظ على علاقاته الحسنة والودية مع ملك هرمز كما يوضح هذا الموقف مدى الخلافات بين أمراء بني عصفور أنفسهم وعدم ثقتهم ببعضهم.
والراجح أن توران شاه ملك هرمز استغل الخلافات بين أمراء بني عصفور فسار على رأس حملة بحرية إلى جزيرة أوال وأخذ معه الشيخ أحمد بن مانع بن راشد العصفوري وعلي بن حمد البهلواني فلما وصل إليه استقبله القائم بالأمر على هذه الجزيرة ولكن توران شاه لم يطمئن إليه فقام بإعدامه في حين قام بإكرام الشيخ أحمد بن مانع العصفوري وعلي بن محمد البهلواني وأطلق سراحهما ثم توجه إلى القطيف بعد أن رتب الأمور في أوال واستقبله حاكمها الشيخ ماجد العصفوري بترحيب كبير وبعدها غادر توران شاه القطيف إلى أوال بعد أن تأكد له ولاء القطيف والإحساء وأوال إلى نفوذه كما أطمئن إلى ولاء الشيخ ماجد العصفوري له ثم أبحر منها إلى جزيرة هرمز مقر حكمه وعلى العموم فقد استمرت بلاد البحرين تدين بالولاء للحكام هرمز في القرن السابع الهجري الثالث عشر الميلادي على الرغم من محاولات الزعماء العرب هناك من التخلص من هذا النفوذ الأجنبي وما زال الأمر على ذلك حتى تمكن بنو جبر وهم أحد بطون بني عامر من إقامة إمارتهم في إقليم البحرين في القرن التاسع عشر يجري الخامس عشر الميلادي.

## علاقة بني عصفور بالمماليك في مصر
كانت من أهم نتائج الاحتلال المغولي للعالم الإسلامي أن تغيرت الخارطة السياسية للمنطقة إذ اختفت كيانات سياسية وبرزت كيانات سياسية جديدة ومن هذه الكيانات السياسية التي ظهرت وقدر لها أن تلعب دورا مهما جدا في تاريخ المشرق العربي الدولة المملوكية في مصر وقد برزت أهميتها السياسية والعسكرية بسرعة بعد نجاحها في سحق الهجوم المغولي على بلاد الشام في معركة عين جالوت سنة 658 هجرية 1260 ميلادية ثم نجاحها في توحيد سوريا ومصر في دولة واحدة واستمرار التصدي للخطر المغولي.
والظاهر أن في ظل التنافس الكبير بين المغول والمماليك كان على بني عصفور أن يتخذوا الموقف الذي يخدم مصالحهم بالتعاون مع أي من القوتين لتحقيق تلك المصالح وعلى هذا الأساس مال الشيخ عصفور بن راشد مؤسس إمارة بني عصفور العامرية إلى التعاون مع المماليك في مصر أكثر من ميله إلى التعاون مع الخلافة العباسية في بغداد التي كانت تساعد العيونيين وتمدهم بالرجال والمال قبل سقوط هذه الخلافة كما لم يتعاونوا مع المغول الذين بان خطرهم المدمر على العالم الإسلامي واستيلائهم على مركز الخلافة العباسية في بغداد وإسقاطها سنة 656 هجرية 1258 ميلادية.
والراجح أن تعززت علاقة بني عصفور كثيرا مع المماليك من خلال وفدهم إلى السلطان الظاهر بيبرس سنة 658 هجرية 1259 ميلادية بقيادة الشيخ أحمد بن أحمد بن سنان بن غفيلة بن شبانة بن عامر وعاملهم السلطان معاملة حسنة وبأتم الإكرام ولوحظ بعين الاعتناء ثم توالت وفادتهم على الأبواب العالية الناصرية وأغرقتهم تلك الصدقات بنعيمها وبرز الأمر السلطاني إلى آل الفضل ورؤساء بلاد الشام بتسهيل وتأمين طرق الطرق لوفودهم وكانت الأمرة على هذه الوفود في أولاد مانع بن عصفور ودار ملكهم الإحساء والقطيف.
والظاهر أن هذه العلاقة الحسنة بين بني عصفور والمماليك في مصر لم تدم طويلا ولكنها في الغالب ظلت إيجابية لأن المغول كانوا يهددون مصالح بني عصفور في منطقة الخليج العربي والمحيط الهندي وحاولوا فرض سيطرتهم السياسية والتجارية على المنطقة عامة الأمر الذي يفرض على بني عصفور والمماليك والقوى العربية أن يتعاونوا معا ضد هذا الخطر على الرغم من اختلاف مصالحهم واشتد الصراع بين المغول والمماليك حيث وقف بني عصفور على الحياد في هذا النزاع ولكنهم ما لبثوا أن عادوا إلى التعاون مع المماليك حين خرج الطائيون في بلاد الشام عن طاعة المماليك ومالوا إلى التعاون مع المغول الذين اقطعوا أخا أمير طيء البصرة فقام بنو عصفور بمهاجمة الطائيين وإخراجهم من البصرة بعد أن غنموا منها أموالا كثيرة الأمر الذي أعاد الأمور بين بني عصفور والمماليك إلى مجاريها وذلك سنة 718 هجرية 1318 ميلادية.
والراجح أن العلاقات الودية بين بني عصفور ودولة المماليك قد تطورت كثيرا في المدة الأخيرة من حكم السلطان الناصر ناصر الدين محمد بن قلاوون وامتدت حتى سنة 741 هجرية 1340 ميلادية وذلك لأن منطقة نفوذ بني عصفور في إقليم البحرين هي التي تتحكم بطرق التجارة وقوافل الحجاج القادمة من العراق وإيران باتجاه الحجاز ومكة المكرمة ومنع هذه القوافل الخاضعة للمغول أو العائدة لهم من تحقيق أهدافها السياسية ومكاسبها الاقتصادية لا شك في أن ذلك يعد خدمة كبيرة لسلطان المماليك ومطامحهم مما يؤكد ولاء بني عصفور وتعاونهم معهم أنه لما عقد الصلح بين المماليك والمغول على عهد السلطان الناصر قلاوون على أن تسير قوافل الحجاج العراقيين من البصرة مباشرة إلى مكة وتعرضت هذه القافلة لهجوم مسلح قام به بنو عصفور سنة 721 هجرية 1321 ميلادية بقوة قدرت بألف فارس وحاولت الاستيلاء على هذه القافلة إلا أنهم لم ينفذوا عملية الهجوم هذه لأنهم علموا بالصلح الذي تم بين المماليك والمغول وأعلن بنو عصفور المهاجمون أنهم جاؤوا لحماية هذه القافلة وحراستها من دون مقابل وذلك إكراما للناصر قلاوون وقد سر الناصر كثيرا بذلك وأكرم بني عصفور وأنعم عليهم بالأموال والهدايا.
وتجدر الإشارة إلى أن الإدارة المملوكية قد اعتنت عناية خاصة بمراتب رؤساء القبائل وقسمتهم إلى رتب كل حسب قوته وسعت نفوذه والخدمات المتوقعة منه وعلى أساس هذه الأهمية ثبت أسلوب المكاتبة والألقاب التي يجب أن تذكر عند المراسلة وفيما يخص أمراء بني عصفور فبعد أن ضبطت أسمائهم صنفوا إلى ثلاث مراتب وعلى الشكل التالي:
- المرتبة الأولى فهم يخاطبون بالرسائل بالمجلس السامي الأميري.
- المرتبة الثانية فيخاطبون في الرسائل بألقاب مجردة من ياء النسب كالمجلس السامي الأمير.
- المرتبة الثالثة فيخاطبون بلقب مجلس الأمير.

## علاقة بني عصفور بالمغول والطيبيين حكام فارس
لم تكن منطقة البحرين خاصة ومنطقة الخليج العربي عامة في البداية ذات اهتمام مناسب لأطماع المغول التي تركزت في البدء على بغداد حاضرة الخلافة العباسية ثم بلاد الشام ومصر غير أن هزيمتهم في معركة عين جالوت سنة 658 هجرية 1259 ميلادية دفعتهم للتوجه إلى الخليج العربي والمحيط الهندي الأمر الذي أدى إلى إيجاد نوع من العلاقة غير الودية بين العصفوريين والعيونيين والسلغريين كما ساءت علاقة العصفوريين مع المغول الذين أقطعوا إقليم فارس وجزيرة قيس إلى تاجر عراقي يدعى جمال الدين بن إبراهيم بن محمد الطيبي وتمكن هذا التاجر من جمع أموال طائلة من تجارة اللؤلؤ وسيطرته على التجارة بين الخليج العربي والمحيط الهندي وامتلاكه لكثير من السفن التجارية وأكثر من ذلك حصل من سلطان المغول على صفة الحاكم المستقل ومنح لقب ملك الإسلام وصارت له سلطة إدارة هذا الإقليم على أن يدفع مقابل ذلك مبلغا من المال السنوي الذي يحمل إلى الخزينة المركزية لسلطان المغول وبذلك فقد حكم إبراهيم الطيبي بهذا التفويض إقليم فارس وجزيرة قيس حكما شبه مستقل وحاول التدخل في شؤون بني عصفور في القطيف والإحساء وجزيرة أوال وحاول إخضاعها لنفوذه السياسي والاقتصادي مستغلا الخلافات والانقسامات بين أمراء العصفوريين أنفسهم على السلطة ولكن إبراهيم الطيبي حاول أخيرا استرضاء العصفوريين وكسب ودهم بدفع مبلغ من المال سنويا لهم مثلما كان السلغريون يفعلون وبذلك استطاع أن يؤسس سلالة عربية في منطقة الخليج العربي تمكنت من السيطرة الاقتصادية والتجارية على مياه الخليج العربي.
ومما تقدم يتضح أن نفوذ المغول في منطقة الخليج العربي كان بصورة غير مباشرة ولكن عبر هذه القوى المحلية التي تعمل على إسنادها والاعتراف بسلطانها في هذه المنطقة.
وتجدر الإشارة إلى أن عرب البحرين من بني عصفور قاموا بغزو البصرة سنة 755 هجرية 1354 ميلادية حيث لم تتمكن قوات المغول وقتها من صدهم إذ منيت بخسائر فادحة لكن الشيخ حسن الجلائري الكبير الذي خلف المغول في حكم العراق وقد استنجد بالأمير فواز بن مهنا زعيم الطائيين الذي تمكن من صد هجوم العصفوريين هذا حيث أوقع الهزيمة بهم وقتل عدد كبير من الطرفين.
والظاهر أنه حدث انتكاسة مروعة في تاريخ إمارة بني عصفور بعد ما يزيد عن 150 عاما على نشأتها إذ تمكن سعيد بن مغامس بن سليمان بن رميثة بالإجهاز على إمارة بني عصفور وإسقاطها والاستيلاء على بقايا ممتلكات بني عصفور في إقليم البحرين أواخر القرن الثامن الهجري غير أن نفوذ سعيد بن مغامس لم يستمر طويلا إذ قام شخص يدعى جروان المالكي باقتطاع جزء من دولتهم والاستقلال به عن طريق القوة العسكرية كما اقتسم فيروز شاه الجزء الأعظم منها واستمر سلطانه فيها وفي الإحساء والقطيف وهرمز حتى سنة 819 هجرية 1417 ميلادية ثم أعقبه ابنه سيف الدين مهار الذي استمر حكمه إلى سنة 840 هجرية 1436 ميلادية.
وعلى الرغم من أن بني عصفور خاصة وبني عامر عامة قد فقدوا سلطتهم السياسية إلا أنهم بقوا محتفظين بنفوذهم الاقتصادي الواسع ولا يزالون يتمتعون بهيبة واحترام في جزيرة العرب بل إنهم أخذوا يتحينون الفرصة لاسترجاع مجدهم ومكانتهم السياسية السابقة وقد تم لهم ذلك أخيرا على يد الشيخ زامل بن جبر مؤسس إمارة الجبور العامرية وهو من أفخاذ العصفوريين في إقليم البحرين.

## نهاية الدولة العصفورية
امتد حكم العصفوريين في بلاد البحرين لمدة تقارب من القرن والنصف من القرن وإن زوال حكمهم تم في العقد الثامن أو التاسع من القرن الثامن الهجري الرابع عشر الميلادي ومن أهم العوامل التي أدت إلى التفكك السياسي والانحلال لسلطتهم هي:
1. انفجار النزاعات حول السلطة خلال حكم أبناء الشيخ مانع بن عصفور في النصف الأول من القرن الثامن الهجري الرابع عشر الميلادي.
2. ظهور القوة البحرية التجارية في مياه الخليج العربي كالطيبيين في إقليم فارس وجزيرة قيس وكذلك مملكة هرمز.
3. خشية الحكام من بعضهم البعض والتنافس حول السلطة بما دفعهم إلى التسابق في طلب الدعم الخارجي من تلك القوة التي سوف ترحب بالتأكيد بمثل هذا الطلب لبسط نفوذها على بلاد البحرين.
4. إن مثل هذه القوات تعد مصدر تهديد لكيان بلاد البحرين وازدهارها اقتصاديا فيما إذا لم يقم حكامها علاقة سياسية مع هذه القوى.[14]